# 돈비 왕씨
돈비 왕씨 (惇妃 汪氏, 1746년 3월 27일 ~ 1806년 3월 6일)는 정백기 포의좌령하인. 도통 사격의 딸이자 건륭제의 비이며, 고륜화효공주의 생모이다.

## 어린 시절
건륭 11년 3월 6일 (1746년 3월 27일)에 태어났다.
건륭 28년 10월 13일, 왕씨의 아버지는 일찍이 사은절을 올려 그를 포의우록의 열뢰(劣类)라고 불렀고, 몽성주의 크나큰 은전이라 하여, 그의 딸이 궁중에서 봉사할 수 있어서 온 가족이 기쁨을 금할 수 없었다. 건륭 28년 10월 18일, 내무부총괄대신 사격의 영상재에 봉해졌고, 산호조주 한 접시와 금상산호 목선 둘레, 김레사봉 다섯마리를 하사했다.(金镶珊瑚项圈一围和金累丝凤五只。) 왕씨는 정백기 포의좌령하인으로, 내무부의 수녀선발로 입궁할 수 있었을 뿐, 문서가 없어 왕씨가 내정주위에서 학칙을 받았는 지는 알려지지 않았다. 왕씨의 책문에는 일찍이 덕선에 응하여 현란궁의 예교, 인안유희와 인정을 받들 수 있다는 말이 있었다. 왕씨는 황태후 아래에 있는 학칙과 거리 있는 여자를 모실 수 있었다.
건륭 33년 6월 8일, 《건륭제~가경년 첨감저서》의 기록에 따르면, 영상재가 영귀인이 되었다고 기록되어있다. 건륭 36년 1월 27일, 영상재가 영귀인으로 다시 진봉되었으며, 왕씨는 그 사이에 상재로 강등된 적이 있다. 《청대 기록물 사료-원명원》에 수록된 기록물에는 영상재 등이 그 해 6월 9일에 상을 받아 붉은 꽃이 그려진 이불 한채를 하사받았다고 기록 되어있다. 왕씨는 귀인의 지위로 재진봉한 지 5개월도 안되었는데, 영문도 모른채 강등되었다.
건륭 36년 (1771년) 10월 10일, 영상재는 돈빈으로 봉해졌고, 10월 대학사 유통훈은 영귀인 왕씨가 후빈의 봉호로 진봉하였다. 왕씨가 영상재에서 돈빈으로 진봉했는지, 영귀인에서 돈빈으로 진봉했는지는 알려지지 않았다. 건륭 36년 11월 28일 영귀인의 정식 돈빈 책봉례가 이루어졌다.
건륭 39년 (1774년) 5월 16일, 황제가 돈빈 등과 함께 열하를 순행하였고, 8월 16일 임신때문에 돈빈이 홀로 귀경하여 요정자를 수입하였고, 8월 27일에 돈빈이 상경하였고, 9월 1일에 건륭과 황태후, 후궁 등이 증경하여, 9월 7일에 환경하였다. 그해 11월 11일, 총괄왕상귀전은 11월 16일 정식 돈비 책봉례를 하기 위한 것이었다.
건륭 40년 (1775년) 1월 3일, 황10녀 고륜화효공주가 태어났다. 익곤궁 공주는 첫 돌이 되면 성지주를 받았다. 한옥으로 만든 술잔 한 점, 사자놀이 할 수 있는 한옥 인형 한 점. 청옥수저 한장, 옥선기 네 점을 주었다. 홍마노선학 붓꽂이 하나, 유백도감 한점도 주었다. 화효공주의 하사품과 규범에 부합하여 다른 점은 없지만, 성장과정에 있어서 더욱 훌륭하게 보여야 건륭제의 총애와 사랑을 받는다는 것을 반영했다.
건륭 40년 8월, 대부 진세관은 돈비의 유희를 진단하였다. 다만 왕씨만이 매월 영분이 기한대로 진행되었다. 외형은 뚜렷하지 않고, 내형각은 미동도 하지 않았다. 건륭 41년 4월 22일 정오, 협판대학 사영렴이 상서여문의를 이끌고, 돈비와 순비의 맥을 살피고, 4월 28일에는 의사 진세관과 나형 등이 돈비를 청하여 임신한지 한달이 지났는데도, 붉은 상혈이 새어 희맥이 크게 성하지 않았다. 이후 한 달동안 사미탕, 태산금단 등의 보약을 복용하도록 했다. 같은 해 5월 28일에야 돈비의 임신사실이 확인되었다.
건륭 43년 (1778년), 궁녀를 때려 죽인 죄로 돈빈으로 강등되었다. 익곤궁의 수령태감인 곽진충과 유량은 죄를 뒤집어쓰고, 2년간 감봉처벌을 받았다. 태감 왕충과 조득승 등을 총괄하여 내정을 말리지 못하고 각각 1년씩의 벌금형을 받자, 건륭제는 1인당 벌금의 절반을 돈빈이 대신 납부하도록 명하였다. 또한 돈빈은 은 100냥을 선고받아 이 사건에서 관여자의 부모에게 시신을 보내 묻었다.

## 말년 생애
건륭 44년 (1779년) 2월 1일, 건륭제는 태감에게 상녕에게 "양심전 순비의 거처는 돈빈에게 주고, 돈빈의 거처는 순비에게 주었다. 명상재는 순비 거처의 차간에서 산다. 원명원 용비의 숙소는 돈빈에게, 돈빈의 숙소는 용비에게 주었다. 순비가 명상재를 데리고 항상 영수궁에 머물렀다"라는 기록이 있다.
건륭 45년 (1780년), 왕씨는 돈비로 복작되었다. 건륭 46년 2월 3일, 화석화각공주의 장녀를 궁으로 들여와 기르고, 익곤궁에 거처하면서 당시 익곤궁의 주인이었던 돈비가 대신 부양했다.
건륭 49년 (1784년) 1월, 돈비의 삼촌이 작년 5월, 만두로 하녀 정유씨의 남편 정영을 때려 죽이고, 유부녀를 첩으로 삼았다는 간언이 있었다. 얼마 후, 5월 돈비의 처소였던 익곤궁의 궁녀가 스스로 목을 매었으나 살았다. 금계 중에 발생했기 때문에, 총괄태감은 감히 건륭제를 말리지 못했다. 그해 10월 익곤궁에서 또 한명의 관여자가 부상을 입었다. 앞에 기술한 세 사건이 어떤 관계가 있는지는 알려지지 않았다.
건륭 50년 (1785년) 3월 6일, 돈비의 40세 생일 연회가 열렸는데, 건륭제는 그녀의 나이의 예를 따라 은 3백냥을 하사하라고 명령했다. 청궁의 관례에 따르면 내정의 주위는 40살때부터 정수를 보냈고, 임금의 은사는 평소 생일보다 훨씬 많았다. 평소의 은전 외에 은전도 덤으로 주는데 골동품, 비단, 장향 등이다. 건륭 60년 3월 6일에 돈비의 50살 생일축제가 거행되었다. 돈비의 50살 생일을축하하지 못하였으므로, 매년 관례에 따라 은 3백냥을 하사하였다. 이 대목으로 보아, 그만큼 돈비의 생일 대우가 깎인 셈이다.
가경 원년 11월, 돈비가 조금 늦게 건륭제에게 문안을 드렸다. 건륭제는 즉시 "돈비가 문안을 지체하여 연례 1전 무게의 은괴 2백 개를 올해는 상에 올릴 필요가 없다."고 이야기 했다. 가경 11년 1월 17일 (1806년 3월 6일)에 60세의 일기로 사망하였고 청동릉 유릉비원침에 묻히게 되었다.

## 가족
- 조부 : 세필도 (賽必圖)
- 부 : 도통 사격
- 오빠 : 염정 파녕아 (巴寧阿)

## 돈비가 나온 영상매체
| 년도 | 제목   | 배우 | 극중 이름 | 극중 호칭                                             |
| ---- | ------ | ---- | --------- | ----------------------------------------------------- |
| 2018 | 여의전 | 주신 | 왕부지    | 촬영 도중 조율이 되었기 때문에, 캐릭터는 나오지 않음. |

## 같이 보기
- 입팔분공